# Igreja de Santa Maria a Virgem (Harlington)
A Igreja de Santa Maria a Virgem, é uma igreja listada como Grau I em Harlington, Bedfordshire, na Inglaterra. Tornou-se um edifício listado no dia 23 de janeiro de 1961.